# Batalla del cabo Corvo
La batalla del cabo Corvo fue un combate naval de las guerras habsburgo-otomanas librado como parte de la lucha por el control del mar Mediterráneo. Tuvo lugar en agosto de 1613 cerca de la isla de Samos, cuando un escuadrón español llegado de Sicilia a las órdenes del almirante Octavio de Aragón se enfrentó a una flota otomana dirigida por Sinari Bajá. Los españoles salieron victoriosos y capturaron siete galeras y alrededor de 600 prisioneros, entre ellos el Bey de Alejandría y otros 60 importantes nobles turcos.
Cabo Corvo fue la primera gran victoria de las escuadras españolas de Pedro Téllez-Girón y Velasco, III duque de Osuna y virrey de Sicilia, así como el mayor triunfo hispánico sobre el Imperio otomano desde la batalla de Lepanto.

## Antecedentes

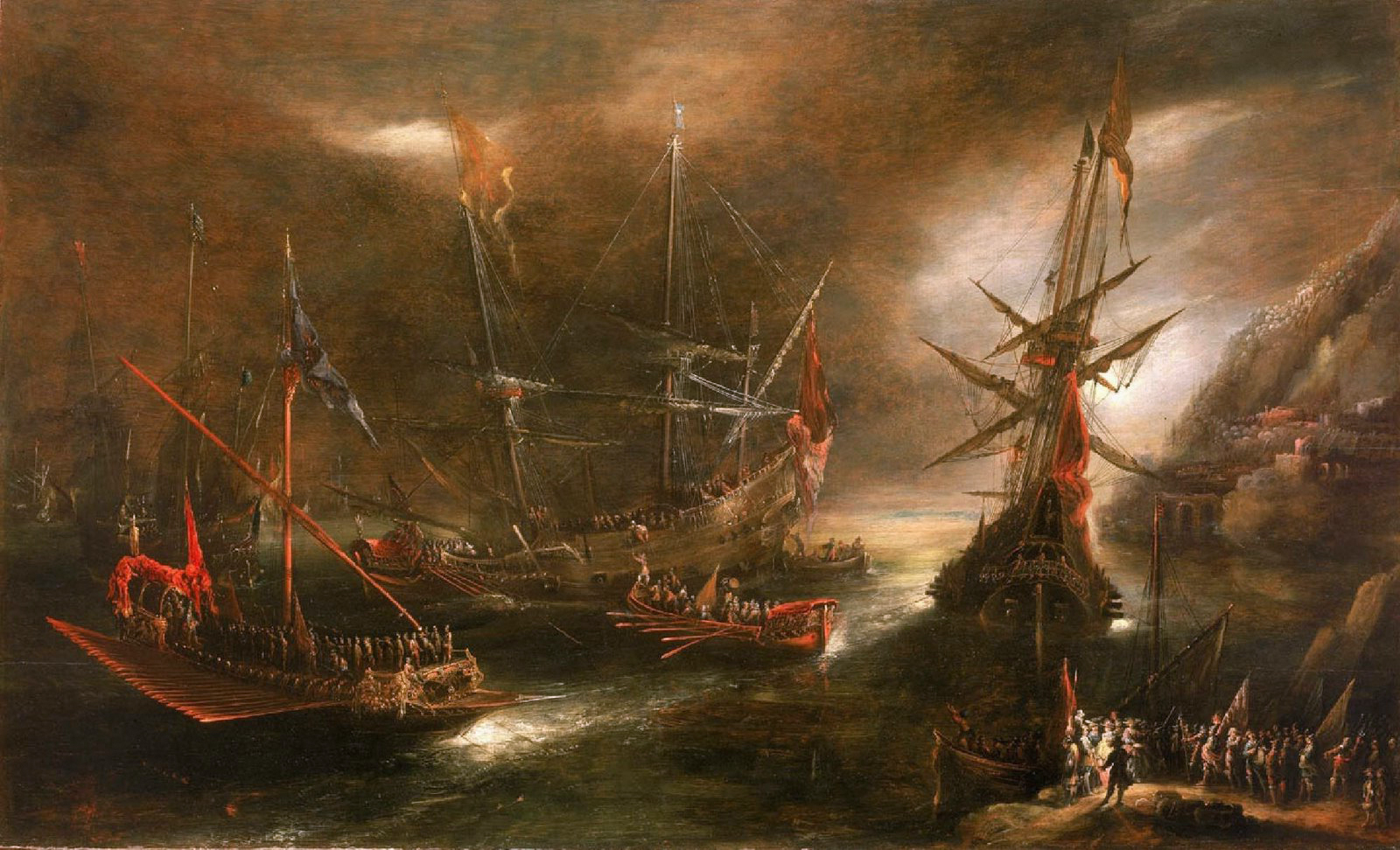
Embarque de tropas españolas, de Andries van Eertvelt (c. 1630).

Cuando el duque de Osuna Pedro Téllez-Girón fue nombrado virrey de Sicilia en 1610, su principal objetivo después de la eliminación del bandidismo generalizado en la isla fue la reconstrucción de sus fuerzas navales. A su llegada, la escuadra española de Sicilia no tenía galeras en condiciones de navegar, y la población temía una invasión turca. En julio de 1612, ocho galeras y algunas embarcaciones de vela habían sido construidos siguiendo las instrucciones de Osuna, siendo las últimas asignadas a tareas de transporte. El virrey confió el mando de esta pequeña flota al palermitano Octavio de Aragón, su comandante naval favorito. De Aragón realizó algunas incursiones sobre territorio otomano, atacando por sorpresa La Goleta y Cherchell. En otra incursión, Antonio Pimentel incendió siete naves a vela lideradas por el renegado holandés Simon de Danser en el puerto de Túnez ese mismo año.
A mediados de 1613, De Aragón desembarcó 200 mosqueteros, 50 arcabuceros y 100 piqueros en Cherchell, donde asaltaron y demolieron un castillo otomano, resultando en la muerte de 800 turcos. Al regreso de su almirante, Osuna le encomendó preparar una campaña para enfrentarse a la escuadra otomana en sus propias aguas. El virrey había sido advertido de la partida de un gran número de embarcaciones desde Constantinopla, y aunque sus informantes no habían detectado preparativos de ningún ataque contra la isla, prefirió asegurarse.
Las galeras de De Aragón se reforzaron, cada una con 100 mosquetes, 50 espontones, 20 broqueles y 150 chuzos para el caso de que fuera necesario armar a los remeros para que ayudasen a los soldados de la galera en el combate. El buque insignia de Osuna, mientras tanto, fue reforzado con 160 mosqueteros y siete cañones. De acuerdo a los espías de Osuna, la flota turca estaba compuesta por 12 galeras a las órdenes de Mahomet Bajá, un teniente de Nasauf Bajá, quien permanecía en Constantinopla para consultar con el sultán Ahmed I las cuestiones relativas a la guerra con el Imperio safávida.

## La batalla

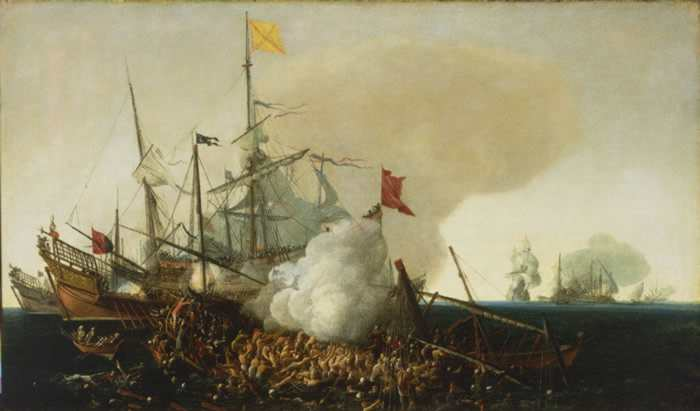
Españoles luchando contra los corsarios berberiscos, de Cornelis Hendriksz Vroom (1615).

Octavio de Aragón zarpó hacia el mar Egeo al mando de sus ocho galeras. Al sur de Samos, el almirante fue informado por pescadored griegos de la presencia de las diez galeras turcas de Sinari Bajá en los alrededores. El escuadrón cruzó el estrecho de Mícala gracias a la ayuda de un piloto griego y llegó a las cercanías del cabo Corvo, donde estaba anclada la armada otomana, con dos galeras posicionadas en vanguardia, dos formando el grupo de batalla principal y tres en la retaguardia. De Aragón, habiendo sido advertido de la presencia de los barcos de Sinari Bajá por una faluca previamente destacada al frente de su armada, ordenó el ataque, y seguido de su escuadrón se aproximó a la formación turca y embistió a su bajel insignia. Después de tres horas de combate, Sinari Bajá rindió su galera, siendo seguido por su segundo al mando y cinco otras galeras. Las tres restantes lograron escapar.
Cerca de 400 soldados y marinos otomanos resultaron muertos, y otros 600 capturados. Entre los prisioneros más prominentes estaban Sinari Bajá, que murió de pena poco después, y Mahamet, bey de Alejandría e hijo de Müezzinzade Ali Paşa, quien había dirigido la flota turca en Lepanto. Por otra parte, 1200 galeotes cristianos fueron liberados. Las bajas en el campo español fueron muy bajas, consistentes en 6 hombres muertos y 30 heridos. Pronto regresaron a Sicilia junto a sus siete presas, que fueron incorporadas a la escuadra virreinal a su llegada a Mesina. Incluso otro navío enemigo fue capturado por el camino, un bergantín tripulado por 17 turcos, si bien la flota española al completo corrió el peligro de ser destruida por una tormenta cerca del cabo Solanto, a 10 leguas de Mesina, pero todos los buques consiguieron finalmente entrar al puerto con la ayuda de unas 70 gabarras.

## Consecuencias

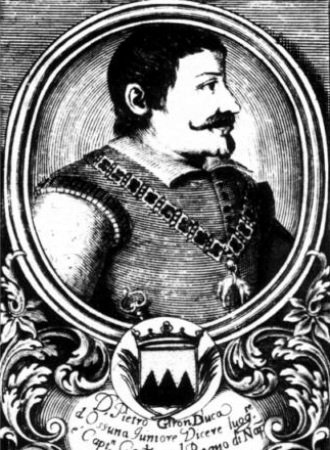
El Duque de Osuna en un grabado del.

Mientras la campaña de Octavio tenía lugar, con él ausente de Sicilia, Osuna repelió a una expedición turca que trataba de tomar Mesina mediante engaños. Dos galeras y tres galeotas fueron capturadas, y un barco de Cartagena tomado como presa fue recuperado. Las partidas de desembarco otomanas, aisladas de sus naves, se rindieron a la caballería española o intentaron huir hacia el interior.
El 27 de septiembre, el virrey Osuna organizó una procesión triunfal en Palermo parar honrar a Octavio de Aragón. El duque, De Aragón, el cardenal Giovanni Doria, los capitanes e hidalgos de las galeras, los esclavos liberados, los 600 prisioneros otomanos y los 900 soldados que habían participado en la batalla marcharon a través de las calles de la ciudad; el pendón de Osuna y las banderas capturadas abrieron la marcha. La recuperación de la marina siciliana continuó los años siguientes, logrando sus victorias más relevantes en el cabo Celidonia y Ragusa de mano de Francisco de Ribera, uno de los comandantes navales más capaces de la España de la época.